# Chuột sóc Tứ Xuyên
Chaetocauda sichuanensis là một loài động vật có vú trong họ Gliridae, bộ Gặm nhấm. Loài này được Wang mô tả năm 1985.